# Rhizospalax poirrieri
Rhizospalax poirrieri és una espècie extinta de mamífer rosegador que visqué a l'Europa occidental durant l'Oligocè superior, fa entre 23 i 27,3 milions d'anys. Se n'han trobat restes fòssils a Alemanya, França i Suïssa. Es tracta de l'única espècie del gènere Rhizospalax i de la família dels rizospalàcids (Rhizospalacidae). Era si fa no fa igual de gros que la rata de les arrels africana d'avui en dia. El nom genèric Rhizospalax significa ‘Spalax de les arrels’, mentre que el nom específic poirrieri li fou assignat en honor de B. Poirrier, el descobridor de l'holotip.